# Avenue du Général-Leclerc (Bourg-la-Reine)
Pour les articles homonymes, voir Avenue du Général-Leclerc.
L’avenue du Général-Leclerc est une voie de communication majeure de Bourg-la-Reine dans les Hauts-de-Seine. Elle suit le tracé de l'ancienne route nationale 20.

## Situation et accès
L'avenue du Général-Leclerc est desservie par la gare de Bourg-la-Reine, au niveau de la rue René-Roeckel, anciennement rue de la Gare.
Partant du nord, elle marque le début du boulevard du Maréchal-Joffre, puis rencontre notamment la rue Jean-Roger-Thorelle, la rue de la Bièvre, la rue Ravon et le boulevard Carnot. C'est une partie de l'ancienne N.20 devenue la D.920.
Elle se termine place de la Libération, où se croisent l'avenue Galois, l'avenue Victor-Hugo et l'avenue du Général-Leclerc à Sceaux.

## Origine du nom
Le nom de cette avenue est un hommage rendu au général Philippe Leclerc de Hauteclocque (1902–1947) qui participa à la Libération, notamment à cet endroit.

## Historique

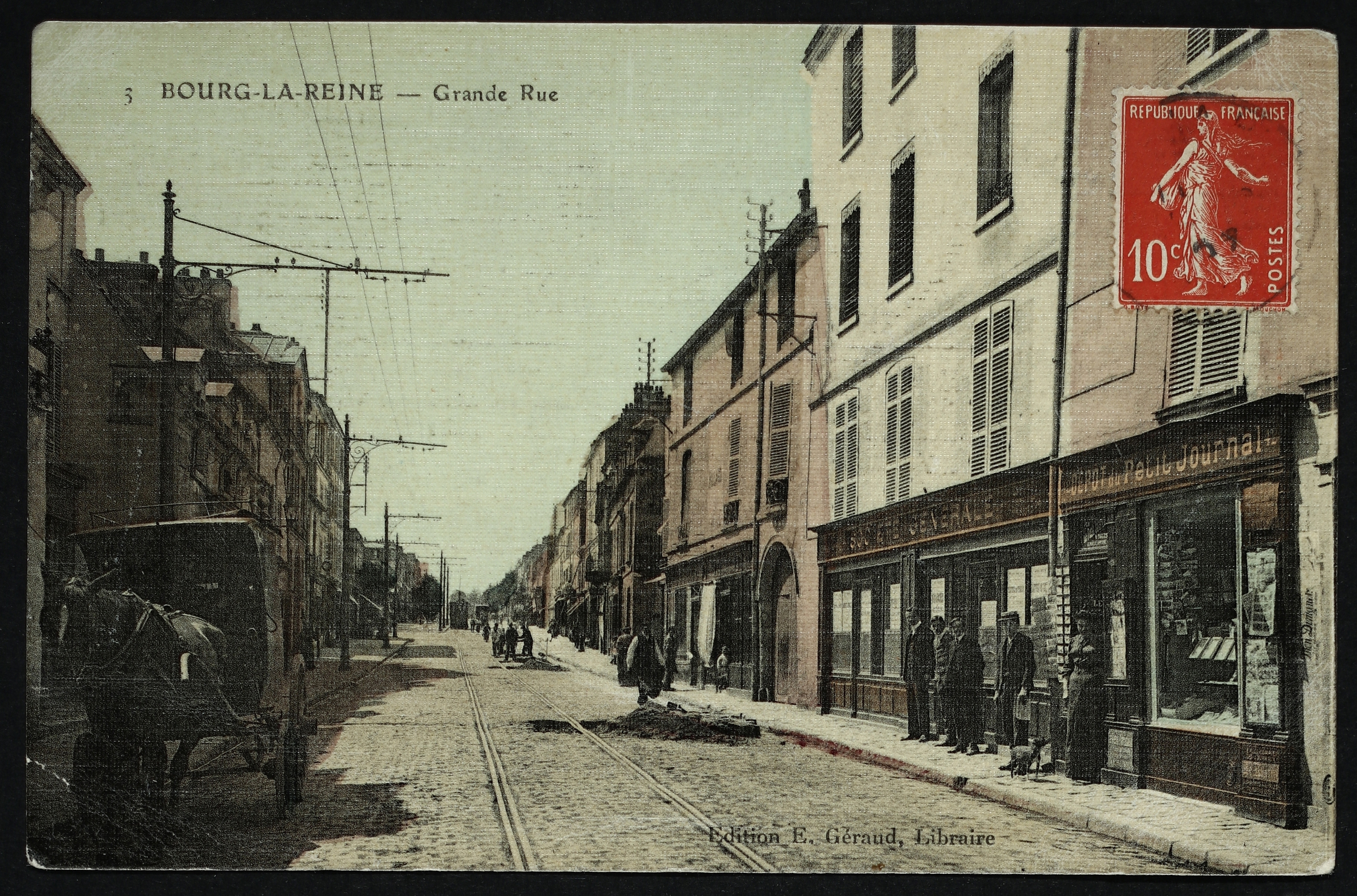
L'ancienne Grande-Rue. Carte postale colorisée des années 1900.

L'histoire de l'ancienne Grande-Rue est inséparable de l'industrie des faïenceries de Bourg-la-Reine, liée semble-t-il à la qualité de l'argile que l'on trouvait dans le sol de la ville. De la fin du XVIIIe jusqu'au début du XXe siècle se développèrent le long de cette voie de nombreux ateliers de faïencerie, où s'épanouit le talent d'artisans et entrepreneurs comme Charles Symphorien Jacques, Jean-Charles Auboin ou encore Pierre-Claude Poussin. La maison Dalpayrat y existe toujours.

### Des origines auXVesiècle
Rigonthe, fille de Chilpéric Ier (539-584) et de Frédégonde, se rendant avec sa suite vers son futur époux  Récarède Ier roi des  Wisigoths y passa une nuit en 584, et fut la victime des voleurs.

### DuXVIeauXIXesiècle
En 1562, le prince de Condé, Louis Ier de Bourbon-Condé, chef de l'armée protestante, pille Bourg-la-Reine dont les soldats incendièrent l'église paroissiale en 1567.
En 1589, pendant les guerres de la Ligue, la ville obtient la permission de s'entourer de murailles dont il ne restera en 1680 que les deux portes aux extrémités sud et nord de la ville.
En 1677, Colbert reçoit Louis XIV dans son château de Sceaux.
Le 13 juillet 1791, des patriotes réginaburgiens saisissent trois charrettes contenant 1 300 fusils destinés au département de la Haute-Vienne. Le 5 août 1792 la ville prend le nom de Bourg-l'Égalité, qu'elle conservera jusqu'en 1812.

### DuXXeauXXIesiècle

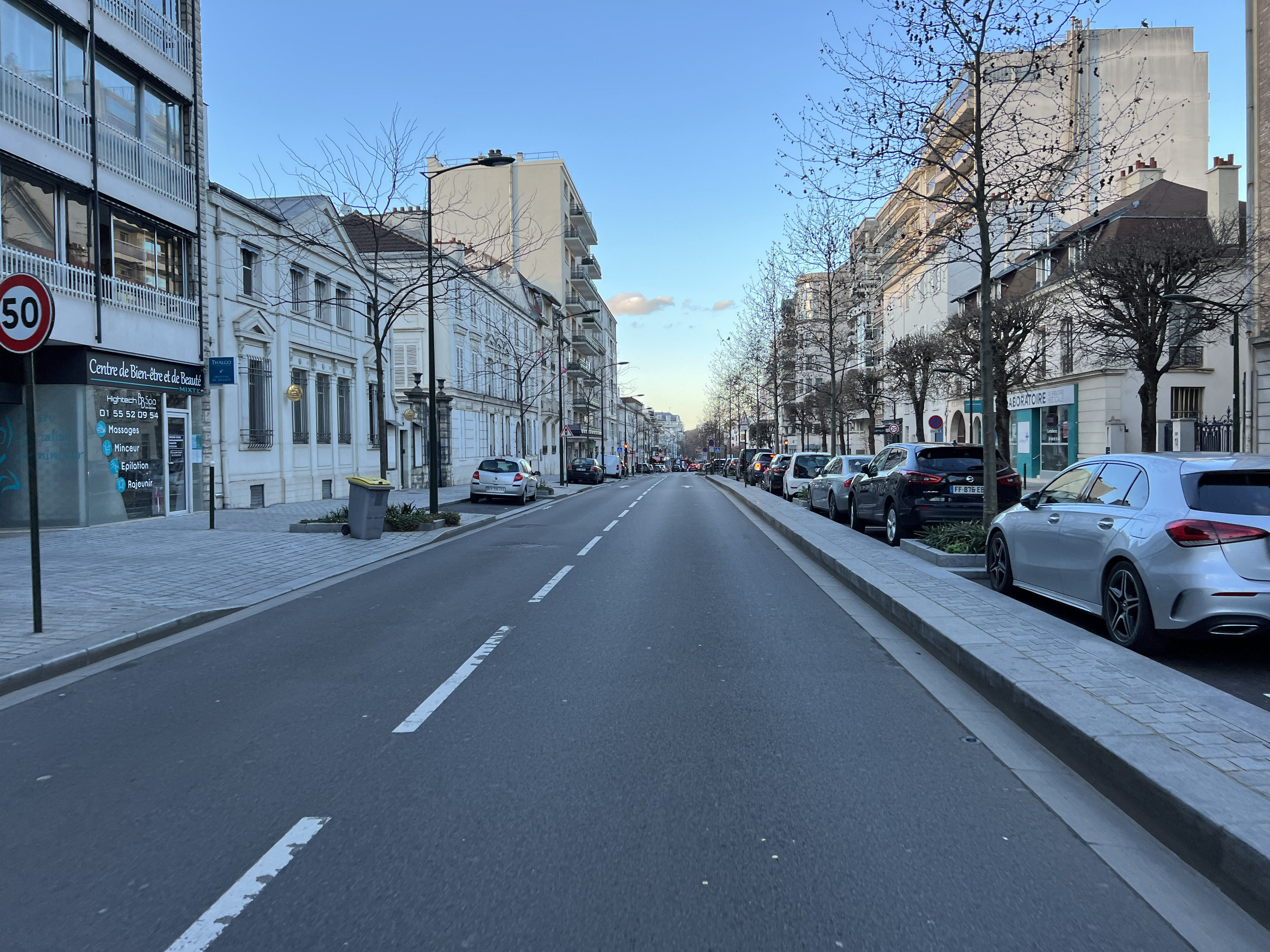
La rue en mars 2023.

Le 30 juillet 1924, 17h10, venant de l'aéroport d'Orly, un pilote d'avion s'écrase sur la « grande route » en touchant des fils électriques au moment où il salue sa famille à Bourg-La-Reine, faisant cinq  victimes : le pilote militaire Marcel Rapin (sergent), 22 ans et son mécanicien Marius Niggly, 26 ans sont tués ainsi que 3 personnes au sol, Marie Gondorff (/Dondorff), 68 ans, Marie Barlier (/Bardiet), 57 ans, Cécile Rapin, mère du pilote. 3 autres personnes sont blessés, Mme Le Brec, Gaudau (/Gandon) et le frère du pilote, 17 ans ,.
L'avenue est réaménagée en 2011.

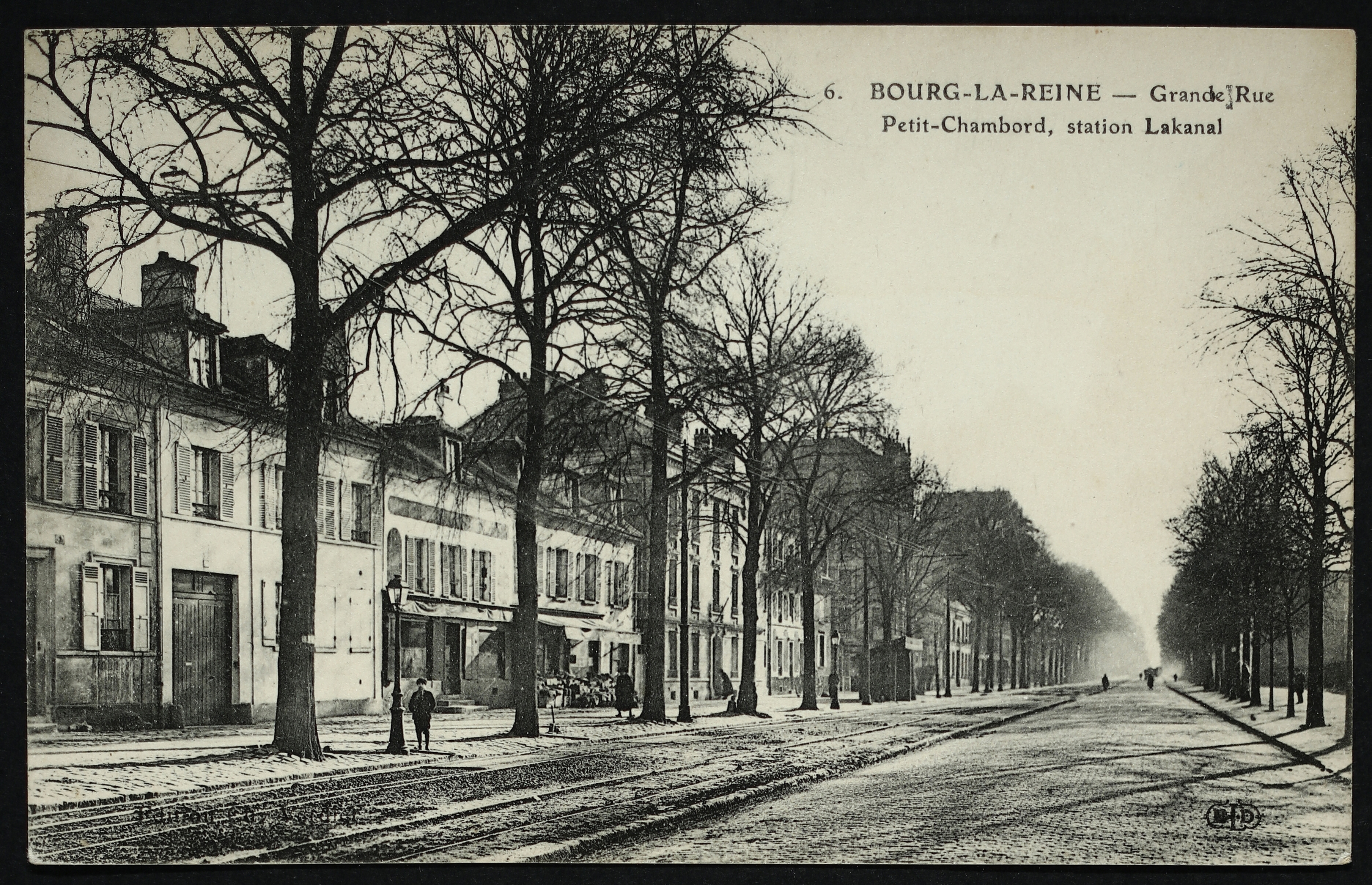
Grande-Rue, Petit-Chambord, station de tramway Lakanal. Carte postale des années 1900.
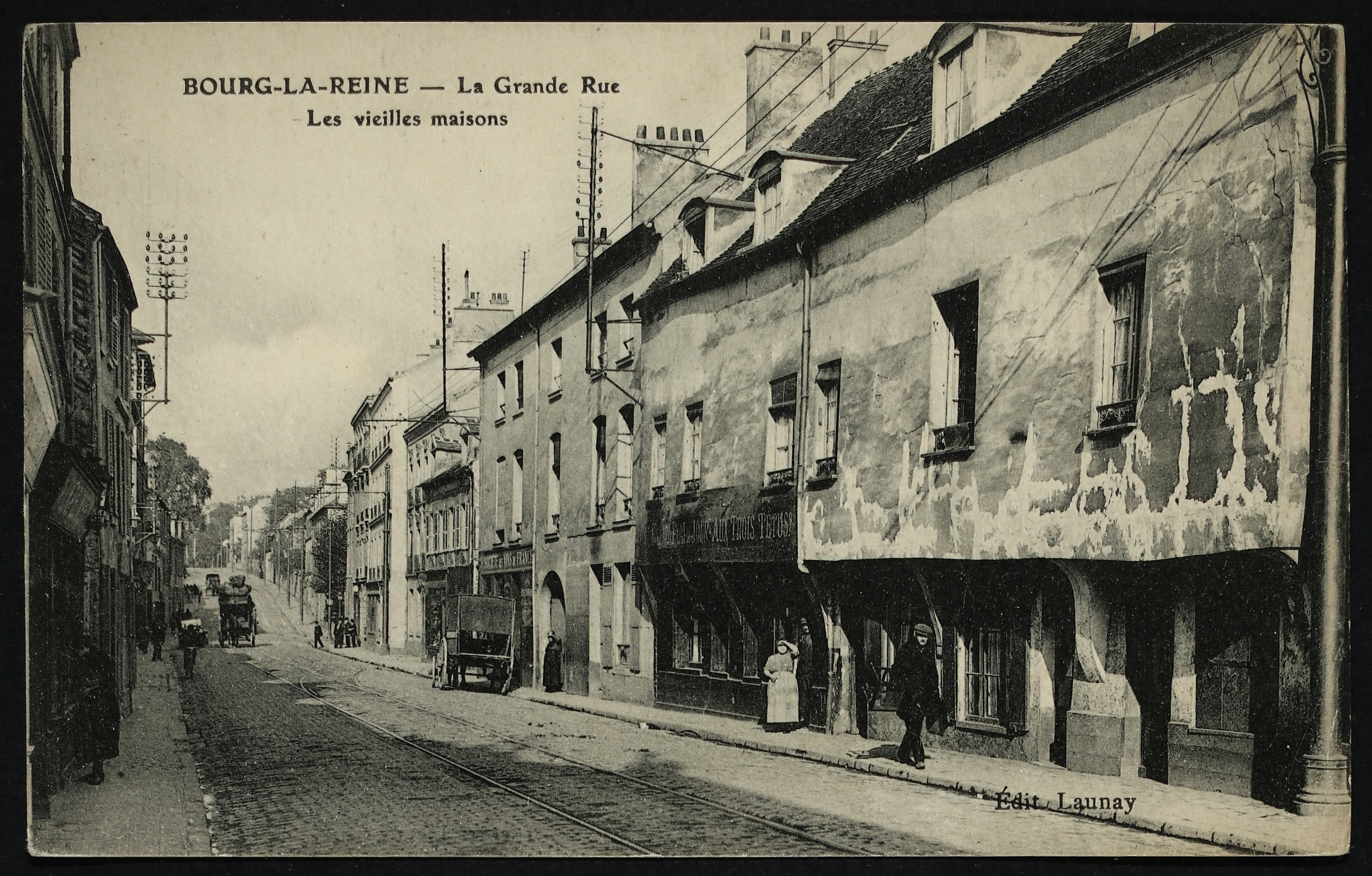
Grande-Rue. Carte postale des années 1900.

## Bâtiments remarquables et lieux de mémoire

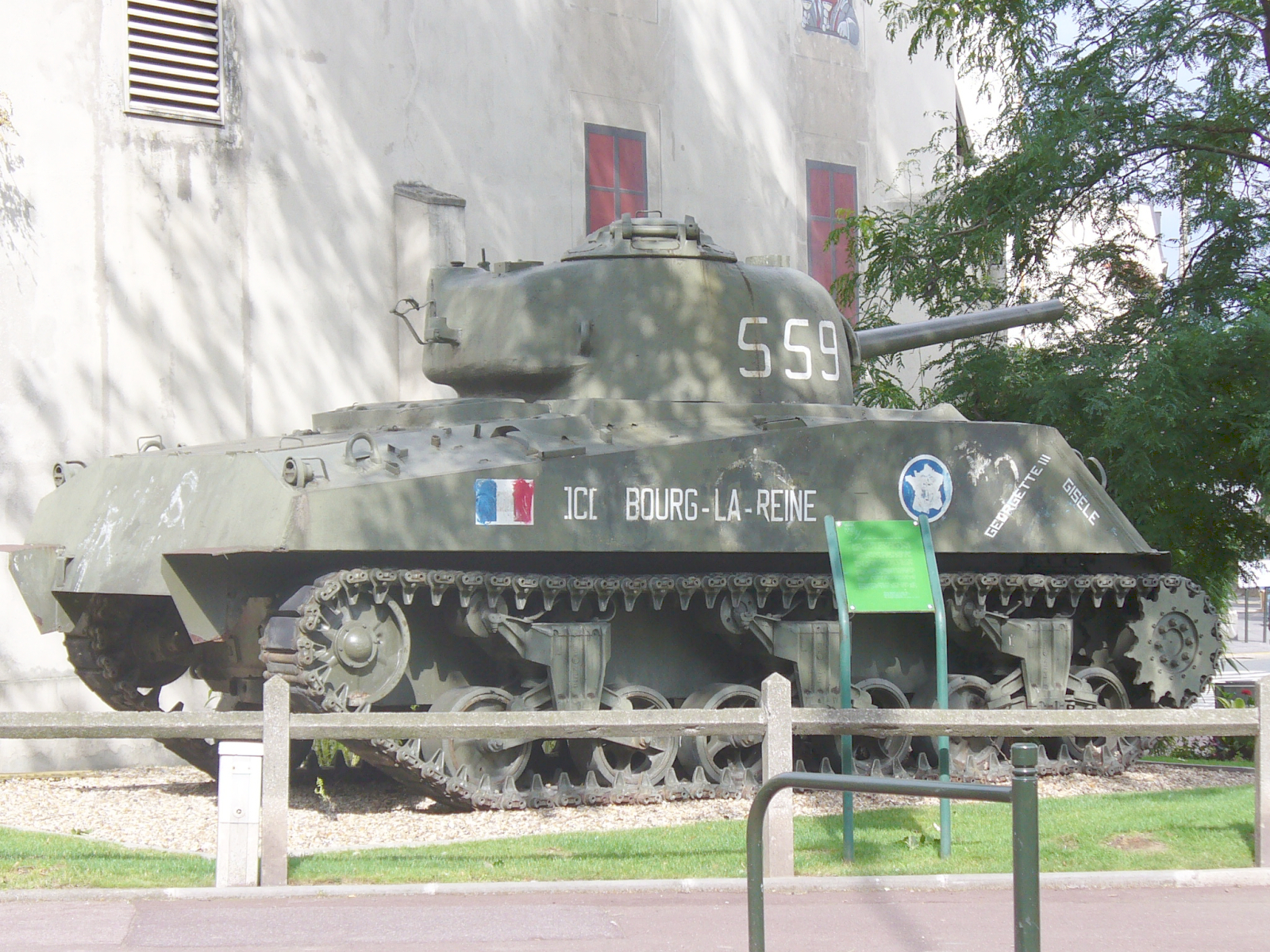
Le char M4 Sherman.

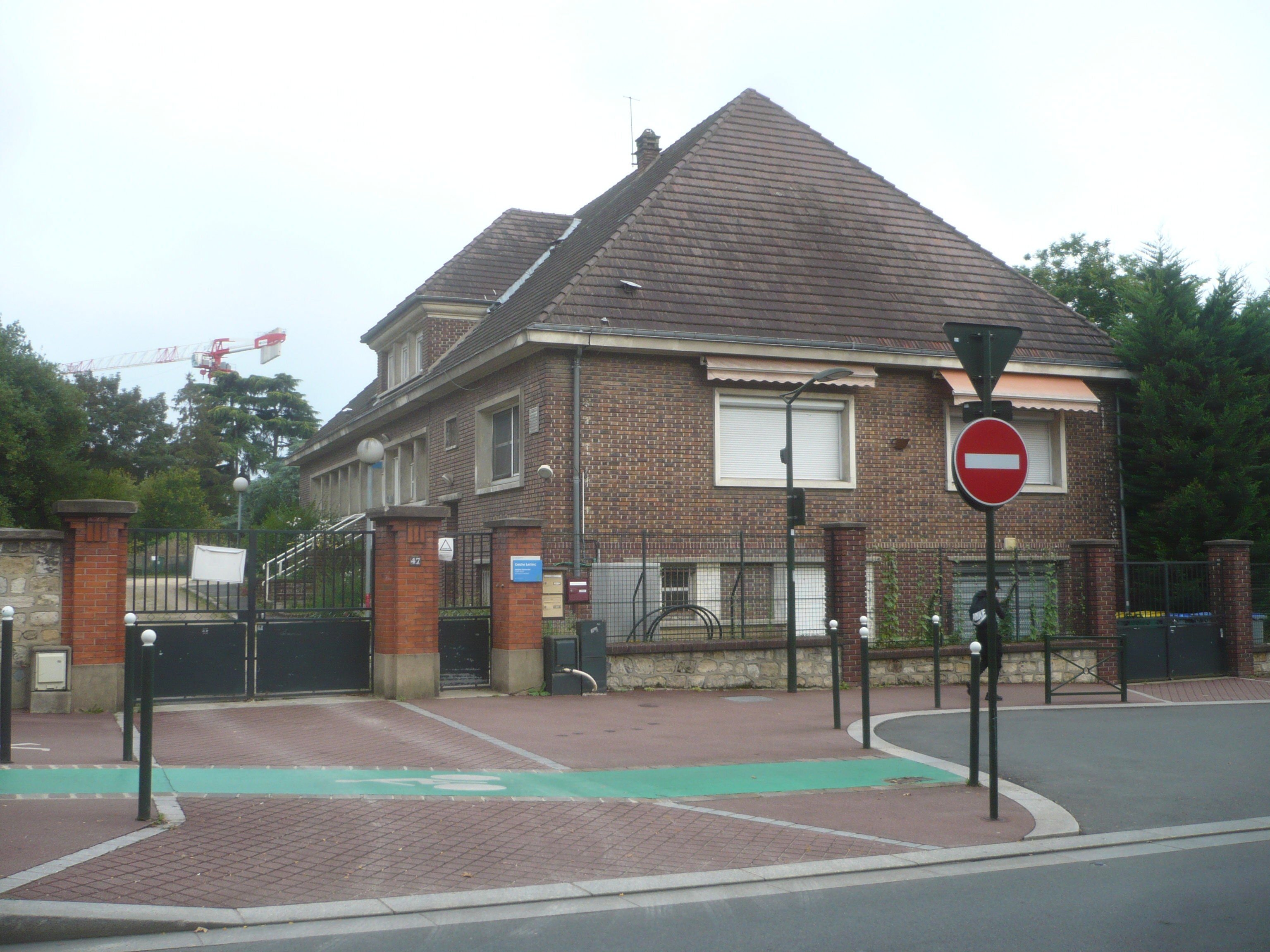
L'ancienne crèche Leclerc (en 2024).

- Le mathématicien Évariste Galois y est né en 1811[9] (voir no 54, anciennement no 20).
- Place de la Libération, réplique d'un char M4 Sherman qui a participé aux combats de la Libération de Paris puis ira combattre en Champagne, en Alsace et en Allemagne jusqu'à Phalsbourg[10],[11].
- Ancien « Château Notre-Dame-du-Calvaire », inscrit à l'inventaire général du patrimoine culturel.
- no 12 : ici est morte en 1895 madame de Dineur dont la maison fut détruite en 1955. La ville a rendu hommage à cette famille en donnant son nom  à une artère de la commune[6].
- no 14 : domicile de Pierre Accoce (1928), journaliste et auteur de l'ouvrage Ces malades qui nous gouvernent[6].
- no 42 : demeura le général Pierre de Bénouville (1914-2001), dit Guilluin, proche du général de Gaulle[6].
- no 47 : bâtiment en brique de l'ancienne crèche Leclerc, qui avait été créée en 1954.
- no 54, ancien 18 : Institut Galois, fondé par Gabriel Galois, père du futur maire, et grand-père d'Évariste Galois, né en ce lieu le 25 octobre 1811. Cet immeuble fut vendu en 1834 à monsieur Desroches qui le loua en appartements dont un devint le cabinet littéraire de mademoiselle Chanteray, détruit en 1964 pour édifier la résidence du Verseau[6].
- Au no 56, ancien 20 : immeuble construit en 1907, résidence de Noël Pinot (1911), ancien professeur de CES, auteur d'essais littéraires, et animateur de nombreuses sociétés d'histoire et de littérature[6]. Au rez-de-chaussée, création du second bureau de tabac de Bourg-la-Reine[6].
- Au no 56 bis, ancien 22 : domicile de Jacques Julien Margottin (1817-1892) rosiériste[Note 1]. Dans cet immeuble logea l'abbé Paul Lieutier (1885-1958), prêtre catholique, chanoine, écrivain, historien, vicaire de la paroisse de 1908 à 1911[6].
- Au no 69 : une ancienne blanchisserie datant de la fin du XIXe siècle[12].
- Au no 72, ancien 109 : emplacement du siège de Sud-Lumière, ancien nom d'Électricité de France[13].
- Du no 78 au no 80 : ancien relais de poste. Le premier maître en fut Guillaume Maupetit, exception faite des années 1746 à 1750 (familles Barbery et Boron), puis en 1751 Guillaume Maupetit se déplace dans le nouveau relais de poste à la Croix de Berny, Louis XV ayant fait ouvrir la route directe de Versailles à Choisy. Un bureau de poste aux lettres restant à Bourg-la-Reine, ainsi que le bureau des Aides[6].
- Au no 81 : ici s'élevait le Corps de Garde, prison dans laquelle fut enfermé et mourut Nicolas de Condorcet. Une plaque commémorative y fut apposée le 30 avril 1890. Maison vendue en 1843 à monsieur Thomain  pour la somme de 2 200 francs. Elle fut transformée en salon de coiffure avant d'être démolie dans les années 2000 et remplacée par un immeuble sans plus aucune indication de l'histoire du lieu.
- Au no 82 : un ancien relais de poste aux chevaux, dont l'histoire a retenu le nom du maître en 1711, Antoine Barbery[14]. En 2022, il s'agit de l'hôtel de tourisme Alixia.
- Au no 90, ancien 30, puis 38, Grande-Rue : ici se trouvait de 1800 à 1877 la Poste aux Lettres, et en 1874 ce fut le transfert du télégraphe installé à la mairie depuis 1867. Emplacement de la crèmerie de Jean-Roger Thorelle[6].
- no 96, ancien 40, et 42, puis 60, Grande Rue : La première partie fut réalisée en 1761, la seconde en 1763, réunies par un porche au début du XIXe siècle. C'est ici que mourut Philippe-Jean Pelletan (1747-1829), membre de l'Institut, chirurgien en chef honoraire de l'Hôtel Dieu, professeur à la faculté de médecine, chargé de l'autopsie de Louis XVII, voisin de Marat à Paris (passage de Rohan), il fut appelé à son chevet pour prodiguer les premiers soins lors de son assassinat. Son décès fut déclaré par son voisin Delpech, pharmacien établit depuis 1827. Ici Louis Jouvet (1867-1951), acteur et metteur en scène fit son stage d'étudiant en pharmacie chez Monsieur Krick. Y vécut également l'acteur et metteur en scène Jean Rougerie[6].
- Au no 98 : au début du XIe siècle, auberge du Soleil Levant, puis en 1893 construction de la poste sur un terrain appartenant à la famille Angot, le siège de la poste étant au no 3 rue Ravon. La « crêperie de l'Ancienne Poste » en rappelle le souvenir. Elle a été représentée en 1901 par le photographe Eugène Atget[15].

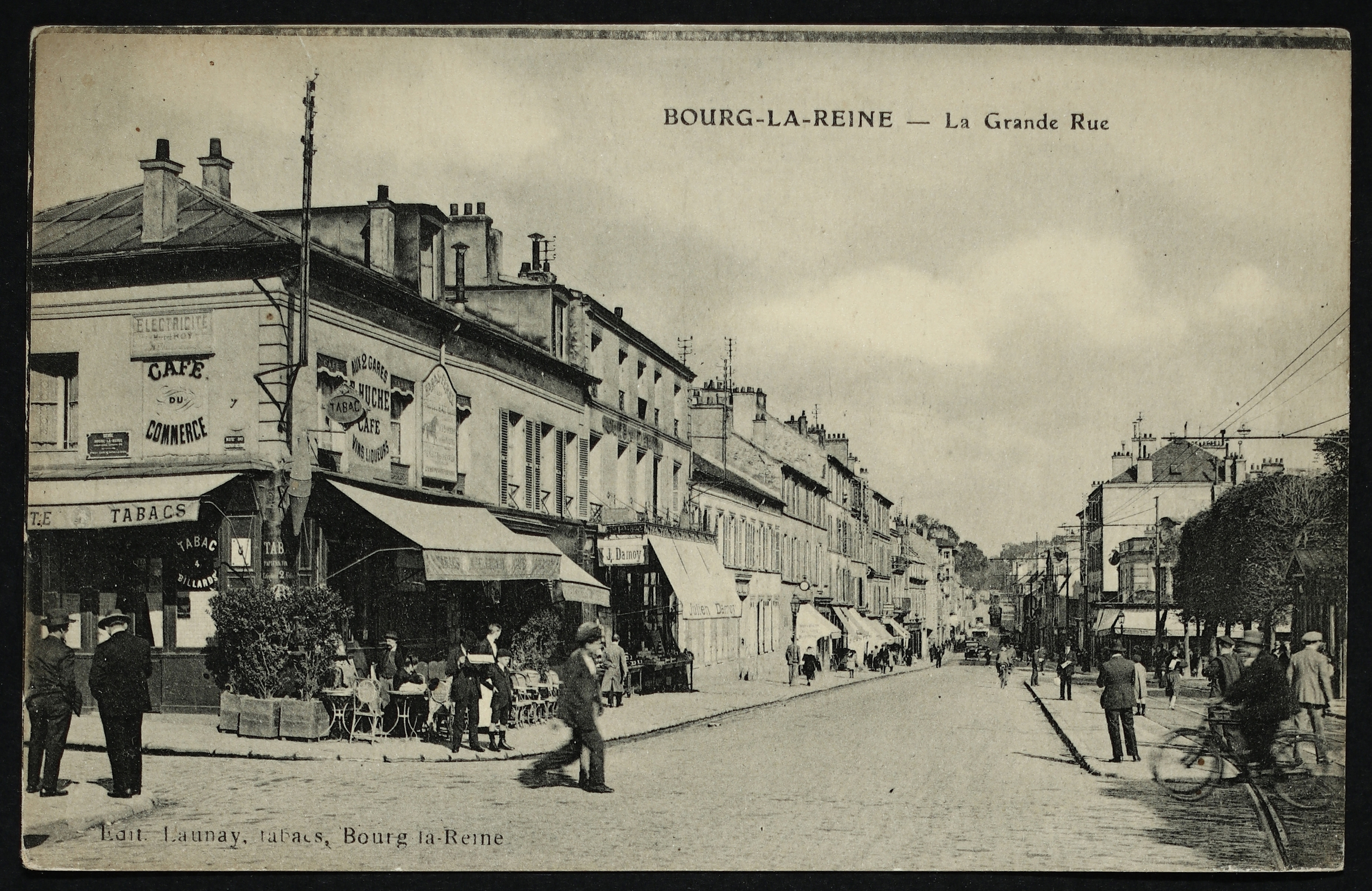
Le bar-tabac de la Grande-Rue vers 1900, toujours en activité.

- Au no 102, ancien 66 Grande-Rue : emplacement du plus ancien bureau de tabac de la ville[6].
- Au no 104 : pharmacie Martin-Lavigne à l'angle sud de la rue René-Roeckel, une des plus anciennes de la ville, fondée en 1816[6].
- Au no 112, ancien 82 : ici est mort le 27 novembre 1884 le compositeur de musique militaire Clodomir, pseudonyme de Pierre François Mathieu de Borrit (1815-1884)[16]. Arnold van Gennep a également habité dans cette maison[6].
- Au no 114 : grande construction dans une cour carrée, d'époque Restauration. Elle devint le siège de la mairie en 1845, puis école primaire de Mademoiselle Laurencel en 1909. La famille Joly s'y installe au début du XXe siècle, et Maurice Joly ingénieur, inventeur des transformateurs de fréquence y meurt encore jeune de la tuberculose en 1911[6].
- ,Au no 118 : école privé des garçons, tenu par monsieur Poindessault[6].
- Au no 122 : il y avait à cette adresse sous Henri IV une  étude royale et non pas seigneuriale. Le bâtiment actuel est de style Directoire (1789-1804), et fut agrandi sous maître Perrot, notaire de 1902 à 1934. Le notaire précédent, Marie Joseph François Xavier Galtier qui exerça du 15 juillet 1895 à 1902, aurait selon Xavier Lenormand, perdu son épouse dans l'incendie du Bazar de la Charité, avec les dames Carrière[6].
- Au no 134 : L'Auberge, tout comme pour les quelques bâtissent qui la suivent, en direction de la capitale, on y accède par plusieurs marches qui compensent l'aplanissement de la route nationale par les ouvriers des ateliers nationaux au lendemain de la Révolution de 1848. Un peu plus loin en direction de la province, commence la ville de Sceaux, dont le portail de l'allée d'Honneur et les pavillons ont disparu, lors de l'accès au public en 1932 de la propriété des Trévise (château de Sceaux). Le domaine était tenu jusqu'en 1931 par un belge du nom de Debrabandere exploitant agricole. En descendant plus au sud, après l'allée d'Honneur, se trouvait l'emplacement du marché aux bestiaux de la ville de Sceaux[6].
- Au no 141 : Le Mignon, premier cinéma de Bourg-la-Reine, remplacé plus tard par un marchand de légumes[6].
- Au no 153 : ici se trouvait la cidrerie de monsieur Piquet[6].
- À l'angle du boulevard Carnot, emplacement de l'ancien cimetière, qui était attenant à l'église Saint-Gilles, qui fut déplacé en 1820 rue de la Bièvre[17].
- À l'angle de la rue de la Bièvre, une colonne représente l'unique vestige de l'ancienne église Saint-Gilles-et-Saint-Leu, construite vers 1200, incendiée pendant les guerres de Religion, ruinée pendant la Révolution puis laissée à l'abandon en 1833. Elle fut rasée en 1836[18]. La colonne a été déplacée place Condorcet en 1943[19].